# Madromys blanfordi
Madromys blanfordi  (Thomas, 1881) è un roditore della famiglia dei Muridi, unica specie del genere Madromys (Sody, 1941), endemica del Subcontinente indiano.

## Descrizione

### Dimensioni
Roditore di piccole dimensioni, con lunghezza della testa e del corpo tra 104 e 152 mm, la lunghezza della coda tra 155 e 203 mm, la lunghezza del piede tra 30 e 34 mm e la lunghezza delle orecchie di 18 mm.

### Caratteristiche craniche e dentarie
Il cranio presenta le ossa nasali lunghe e il rostro appuntito. Il bordo frontale del foro infra-orbitale è fortemente inclinato, il palato è corto, i fori palatali sono lunghi mentre le bolle timpaniche sono relativamente grandi. Gli incisivi superiori sono stretti, gialli e lisci.
Sono caratterizzati dalla seguente formula dentaria:

### Aspetto
Le parti dorsali sono grigie, con le punte dei peli fulve, mentre le parti ventrali e i piedi sono bianchi. La linea di demarcazione lungo i fianchi è netta. Le orecchie sono lunghe, ovali e cosparse di pochi di peli. Le dita sono alquanto allungate. Sono presenti 5 cuscinetti sui palmi e 6 sulle piante dei piedi. La coda è più lunga del corpo e della testa è scura con l'estremità bianca e con un piccolo ciuffo di soffici peli bianchi. Le femmine hanno un paio di mammelle pettorali e due paia inguinali. Il cariotipo è 2n=36 FN=36.

## Biologia

### Comportamento
È una specie notturna, terricola e talvolta fossoria. Si rifugia nelle aree rocciose, nelle grotte, nei crepacci, negli alberi cavi e in habitat sotterranei. Scava tane in terreni morbidi.

### Alimentazione
Si nutre di parti vegetali ed occasionalmente anche di insetti.

### Riproduzione
Si riproduce da giugno a ottobre. Le femmine danno alla luce 2-3 piccoli alla volta.

## Distribuzione e habitat
Questa specie è diffusa nel Bangladesh, negli stati indiani dell'Andhra Pradesh, Goa, Jharkhand, Karnataka, Madhya Pradesh, Maharashtra, Orissa, Tamil Nadu, Kerala e West Bengal; Sri Lanka.
Vive nelle foreste decidue subtropicali secche ed umide.

## Conservazione
La IUCN Red List, considerato il vasto areale e la popolazione numerosa, classifica M.blanfordi come specie a rischio minimo (Least Concern).